# Hal Ashby
William Hal Ashby (Ogden, 2 september 1929 – Malibu, 27 december 1988) was een Amerikaans regisseur.

## Biografie

### Jeugd
Hal Ashby werd geboren in Ogden in Utah. Hij groeide er op in een mormoonse familie. Hij had een chaotische jeugd, omdat hij opgroeide in een gebroken gezin. Zijn ouders gingen scheiden en zijn vader pleegde vervolgens zelfmoord. Ashby hield daarna op te studeren.

### Carrière
Later verhuisde Ashby naar Californië, waar hij al snel assistent-filmmonteur werd. Zijn grote doorbraak kwam erin 1967 toen hij een Oscar won voor zijn montagewerk in de film In the Heat of the Night. Op aandringen van Norman Jewison debuteerde Ashby in 1970 als regisseur.
In hetzelfde jaar trouwde hij met actrice Joan Marshall, die waarschijnlijk het meest bekend is van een gastrol in Star Trek als Arleen Shaw. Ze bleven getrouwd tot aan zijn dood in 1988, maar leefden sinds het midden van de jaren 70 gescheiden. De oorzaak hiervan was de film Shampoo, geregisseerd door Ashby, Warren Beatty en Robert Towne, waarin geheime elementen van het leven van Marshall verteld worden. Dit zou ze hun dan ook nooit vergeven.
Naast Shampoo is Coming Home de meest succesvolle film van Ashby. Deze film, met Jane Fonda en Jon Voight in de hoofdrollen, gaat over de Vietnamoorlog.

### Zijn laatste jaren
Om een draai te geven aan zijn aflopende carrière, ging Ashby drugs gebruiken en flink feesten, om zo weer "aanvaardbaar" te worden. Het tegengestelde gebeurde echter. Vanwege zijn slechte reputatie kon hij alleen nog maar werk vinden als televisieregisseur.
Nadat Ashby geklaagd had over zijn gezondheid adviseerde zijn goede vriend Beatty hem om medische hulp te zoeken. Al snel werd flebitis geconstateerd. Na uitgebreider onderzoek bleek dat Ashby alvleesklierkanker had, die zich snel verspreidde naar de longen, lever en karteldarm. Vrienden van Ashby werden woedend nadat de vriendin van Ashby hen geen toestemming gaf om de doodzieke Ashby te bezoeken.
Ashby overleed op 59-jarige leeftijd in zijn huis in Malibu. Hij staat bekend als 'de meest ondergewaardeerde filmmaker' uit de geschiedenis van Hollywood.

## Filmografie (regie)
- 1970: The Landlord
- 1971: Harold and Maude
- 1973: The Last Detail
- 1975: Shampoo
- 1976: Bound for Glory
- 1978: Coming Home
- 1979: Being There
- 1981: Second-Hand Hearts
- 1982: Lookin' to Get Out
- 1982: Let's Spend the Night Together
- 1984: Solo Trans
- 1985: The Slugger's Wife
- 1986: 8 Million Ways to Die